# Дрьомово-Черемошки
Дрьомово-Черемошки (рос. Дремово-Черемошки) — село в Конишевському районі Курської області Російської Федерації.
Населення становить 86 осіб. Входить до складу муніципального утворення Захарковська сільрада.

## Історія
Населений пункт розташований на території українського етнічного та культурного краю Східна Слобожанщина.
Від 2004 року входить до складу муніципального утворення Захарковська сільрада.

## Населення
1. Н/Д[2]